# 昂

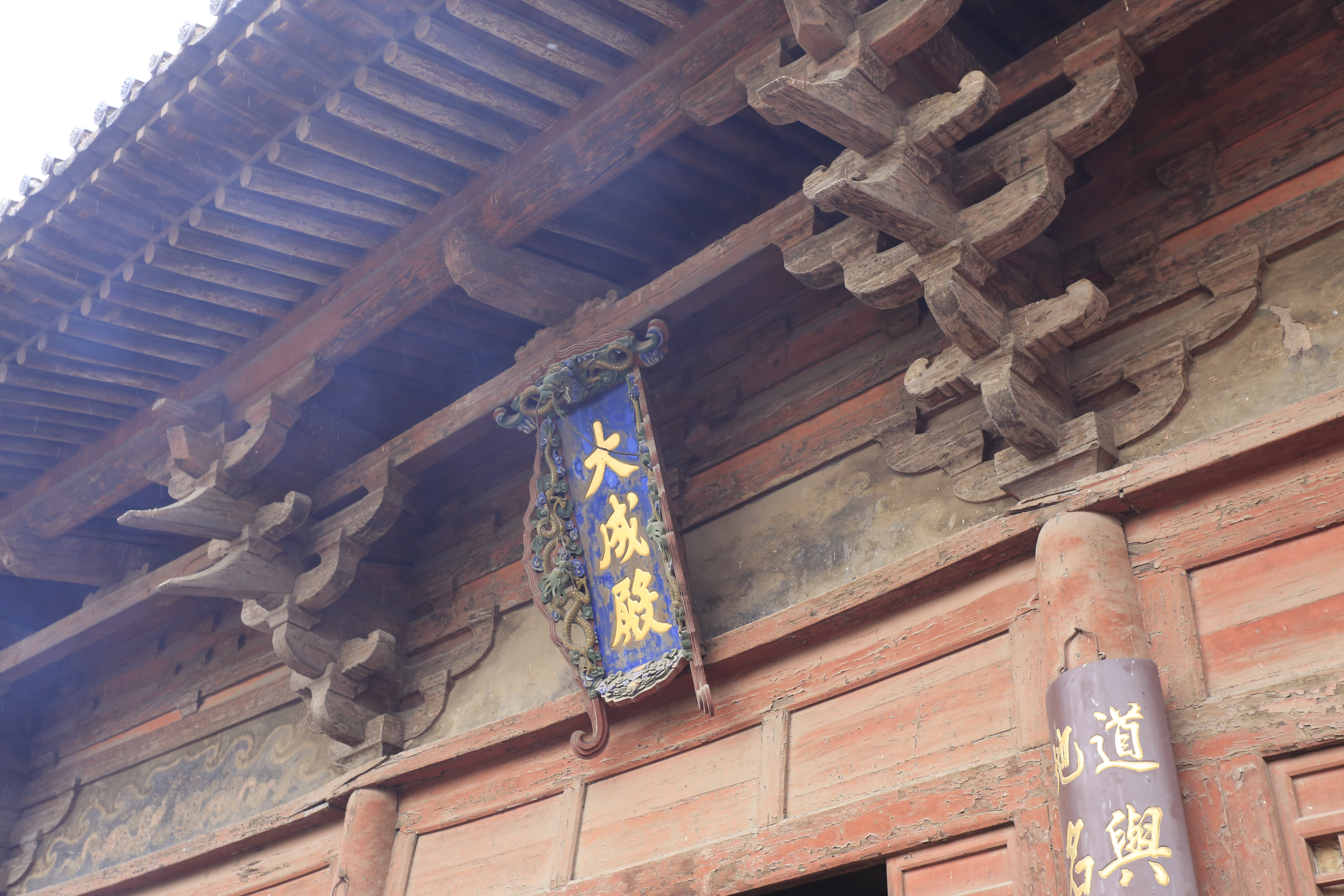
平遙文廟的雙昂斗栱及補間獨立昂。

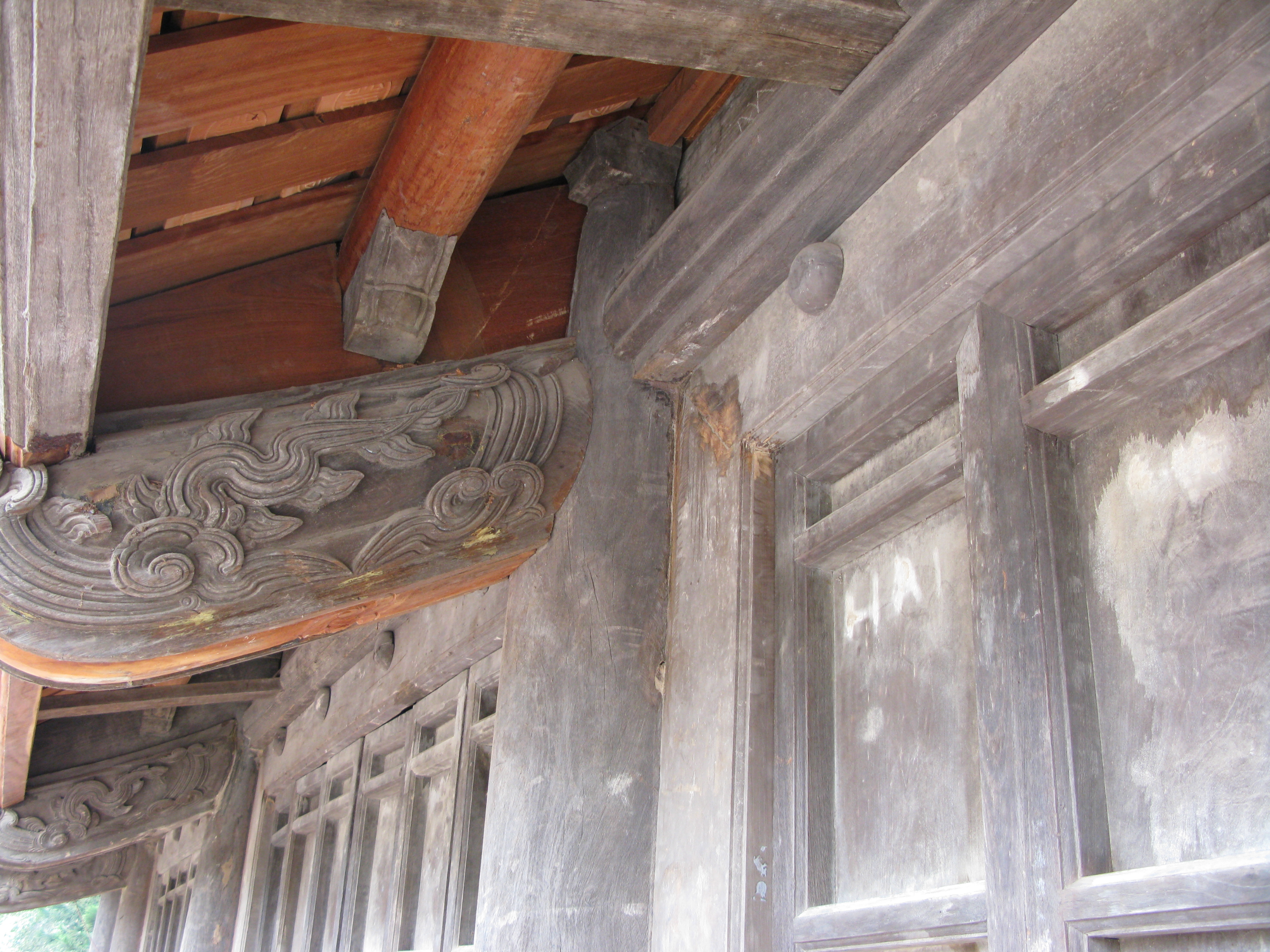
獨立出現的巨枊是越南建築的典型結構（斗栱在現代越南十分罕見）。

昂，上古稱枊、櫼，是東亞傳統建築中斗栱结构的一种木质构件，是斗栱中斜置的构件，起杠杆作用，利用内部屋顶结构的重量平衡出挑部分屋顶的重量。又有上昂和下昂之分，其中以下昂使用为多。上昂仅作用于室内、平坐斗栱或斗栱里跳之上。
唐代佛光寺大殿柱头铺作中的批竹昂是现存最早的实例，但下昂可能在南朝甚至曹魏已經出現。上昂始见于宋代建筑的内槽铺作，下端撑在柱头枋处，上端托在内跳令栱之下。至明清，官式建筑的带下昂的平身科有转化为镏金斗栱的做法，原来斜昂的结构作用已丧失殆尽，只起到装饰作用。